# Cesta válečníka (film)
Cesta válečníka (Redbad) je nizozemský dramatický film z roku 2018. Režie se ujal Roel Reiné a scénáře Alex van Galen. Hlavní roli hrají Gij Naber, Jonathan Banks, Huub Stapel a Søren Malling. Film byl zamýšlen jako trilogie, počínaje filmem Admirál, o Michaelovi de Ruyterovi, admirálovi ze 17. století a konče filmem o Vilému Oranženském.
V Nizozemsku měl film premiéru dne 28. června 2018. V České republice se nepromítal.

## Obsazení
- Gijs Naber jako Redbad
- Jonathan Banks jako Pipin II. Prostřední
- Huub Stapel jako Aldgisl
- Søren Malling jako Wihtlæg
- Renée Soutendijk jako Idwina
- Lisa Smit jako Fenne
- Loes Haverkort jako Frea
- Egber-Jan Weeber jako Svatý Bonifác
- Tibo Vandenborre jako Karel Martel
- Britte Lagcher jako Theudesinda
- Jack Wouterse jako Svatý Willibrord
- Daphne Wellens jako Plektruda
- Teun Kuilboer jako Jurre
- Derek de Lint jako Eibert
- Mark van Eeuwen jako Wulf
- Birgit Schuurman jako léčitel
- Gene Bervoets jako Thierry
- Martijn Fischer jako Gebbe
- Aus Greidanus sr. jako Odulf

## Produkce

### Natáčení
Film se natáčel v historickém muzeu v Eindhovenu, v národním parku De Alde Feanen v Amelandu, Moddergatu, u jezera Waddenzee v Dánsku, v německém městě Wallsbüll a na belgickém  zámku Bouillon Castle. Natáčení trvalo 42 dní a využilo více než deset tisíc komparzistů, což je nejvíce, co kdy bylo použito v nizozemské produkci.  Poslední natáčecí den proběhl dne 19. listopadu 2017.
Již před natáčením byl film prodán do oblastí jako je Německo, Francie, Čína, Španělsko, Turecko, Polsko, Rumunsko, Nizozemsko, Slovensko, Česko a do Společenství nezávislých států. V únoru zakoupilo studio Epic Pictures Group práva na distribuci filmu v Severní Americe.

## Přijetí

### Tržby
Film měl premiéru dne 23. června 2018 při oslavách Evropského hlavního města kultury v Leeuwardenu. O týden později se začal promítán v kinech po celém světě. Za první měsíc vydělal pouhých 332 785 eur a oproti jeho rozpočtu 8 milionů dolarů. Producenti filmu viděli problém za teplým počasím a u probíhajícího Světového poháru. V Amsterdamu a Rotterdamu se promítal ve 4DX kinech, stal se tak prvním nizozemským filmem, který se v kinech 4DX promítal. 

### Recenze
Film získal negativní kritiků od velkých nizozemských novin. Novinový plátek Algemeen Dagblad řekl, že vše ve filmu trvalo dlouhou dobu. Na Česko-Slovenské filmové databázi si snímek k 9. září 2018 drží 59 procent.

### Ocenění a nominace
Film byl vybrán jako mezinárodní film pro soutěž na filmovém festivalu Ostend. V červenci 2018 byl jeden z devíti filmů filmového institutu EYE, při výběru nizozemského vstupu do kategorii nejlepší cizojazyčný film do 91. ročníků Oscarů. Film se promítán na Nizozemském filmovém festivalu, ale nebyl nominován na žádnou cestu.